# Gare d'Ōhara (Chiba)
La gare d'Ōhara (大原駅, Ōhara-eki) est une gare ferroviaire de la ville d'Isumi, dans la préfecture de Chiba au Japon. Elle est exploitée par les compagnies JR East et Isumi Railway.

## Situation ferroviaire
La gare est située au point kilométrique (PK) 57,2 de la ligne Sotobō. Elle marque le début de la ligne Isumi.

## Histoire
La gare d'Ōhara a ouvert le 13 décembre 1899 par le chemin de fer de Bōsō. La gare passe sous le contrôle de la société gouvernementale des chemins de fer japonais en 1907.

## Service des voyageurs

### Accueil
La gare dispose d'un bâtiment voyageurs, avec guichets, ouvert tous les jours.

### Desserte

#### JR East
- Ligne Sotobō :
  - voies 1 et 2 : direction Soga, Chiba et Tokyo
  - voies 1 et 3 : direction Katsuura et Awa-Kamogawa

#### Isumi Railway
- Ligne Isumi :
  - voies 1 et 2 : direction Kazusa-Nakano